# Bobby Digital in Stereo
Bobby Digital in Stereo är ett album av den amerikanska hiphopartisten The RZA, utgivet 1998.

## Låtlista
1. "Intro" - 0:37
  - Framförd av Franky "Fox" Niedlich
  - Producerad av The RZA
2. "B.O.B.B.Y." - 5:23
  - Framförd av The RZA
  - Producerad av The RZA
3. "Unspoken Word" - 4:44
  - Framförd av The RZA
  - Producerad av The RZA
4. "Slow Grind African" - 1:02
  - Framförd av Lisa I'Anson
  - Producerad av The RZA
5. "Airwaves" - 1:47
  - Framförd av The RZA
  - Producerad av The RZA
6. "Love Jones" - 4:31
  - Framförd av The RZA, och Angel Cake
  - Producerad av King Tech
7. "N.Y.C. Everything" - 4:17
  - Framförd av The RZA och Method Man
  - Producerad av The RZA
8. "Mantis" - 3:33
  - Framförd av The RZA, Tekitha och Masta Killa
  - Producerad av The RZA
9. "Slow Grind French" - 0:53
  - Framförd av Victorie Heathcole
  - Producerad av The RZA
10. "Holocaust (Silkworm)" - 5:14
  - Framförd av The RZA, Warcloud, Doc Doom och Ghostface Killah
  - Producerad av The RZA
11. "Terrorist" - 3:25
  - Framförd av P.R. Terrorist, Doc Doom, Killa Sin och Warcloud
  - Producerad av The RZA
12. "Bobby Did It (Spanish Fly)" - 4:22
  - Framförd av The RZA, Ghostface Killah, Islord, Timbo King, Jamie Sommers och Ndira
  - Producerad av The RZA
13. "Handwriting on the Wall" - 1:39
  - Framförd av The RZA, Ms. Roxy och Ras Kass
  - Producerad av The RZA
14. "Kiss of a Black Widow" - 2:47
  - Framförd av The RZA, Ol' Dirty Bastard och Angel Cake
  - Producerad av Inspectah Deck
15. "Slow Grind Italian" - 1:01
  - Framförd av Lorenza Calamanderi
  - Producerad av The RZA
16. "My Lovin' Is Digi" - 4:26
  - Framförd av The RZA, Ms. Roxy och The Force MD's
  - Producerad av The RZA
17. "Domestic Violence" - 5:18
  - Framförd av The RZA, U-God, Ms. Roxy, Jamie Sommers och Tiffany
  - Producerad av The RZA
18. "Project Talk" - 1:51
  - Framförd av The RZA och Beretta 9
  - Producerad av The RZA
19. "Lab Drunk" - 3:34
  - Framförd av The RZA
  - Producerad av The RZA
20. "Fuck What You Think" - 3:10
  - Framförd av The RZA, Islord och 9th Prince
  - Producerad av The RZA
21. "Daily Routine" - 4:23
  - Framförd av The RZA och Beretta 9
  - Producerad av The RZA